# الجمعية الوطنية للمطالبة بحق المرأة في الاقتراع

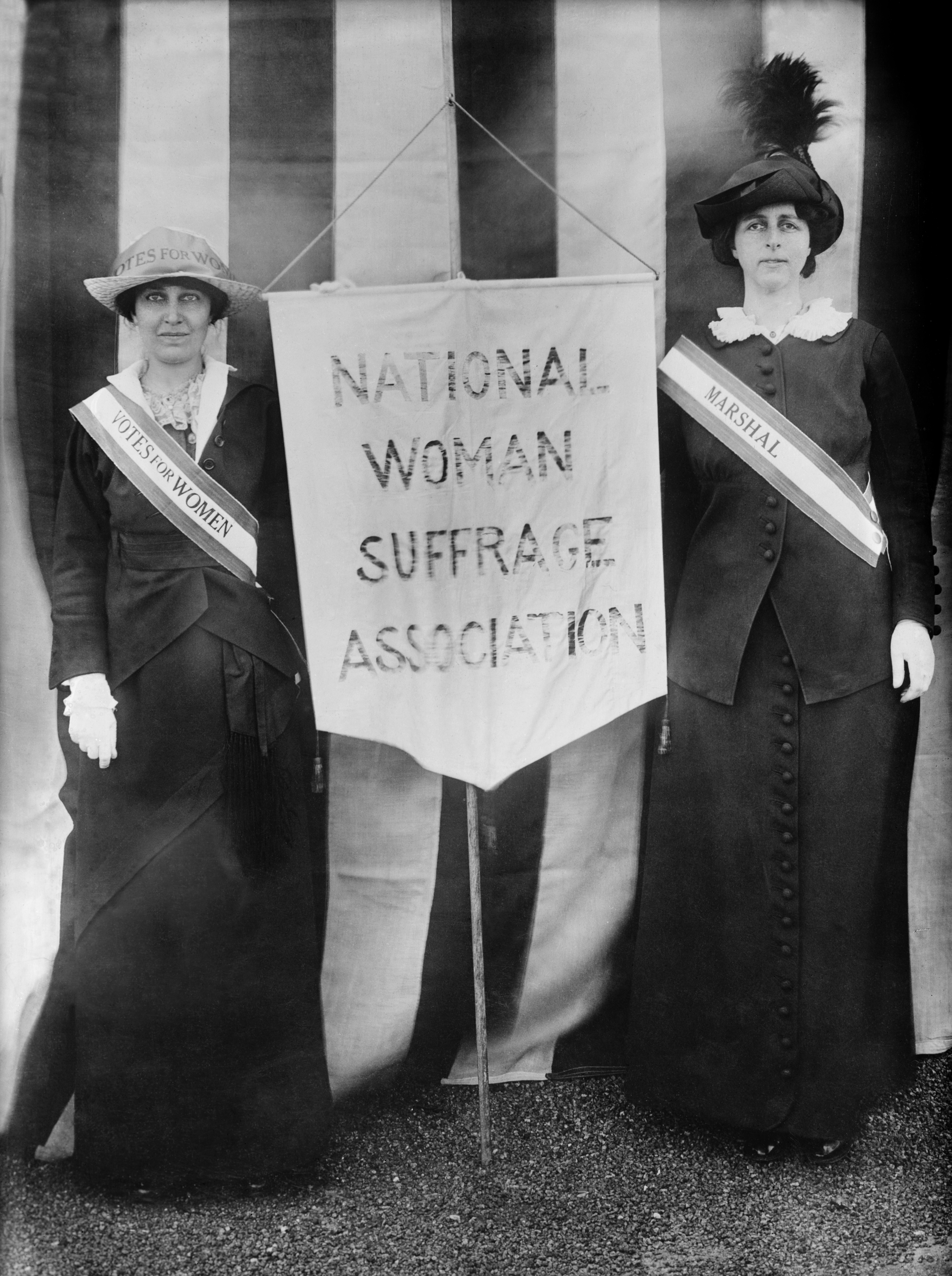
المناضلات ستانلي ماكورميك وتشارلز باركر، 22 إبريل 1913

تم إنشاء الجمعية الوطنية للمطالبة بحق المرأة في الاقتراع في 15 مايو 1869 بمدينة نيويورك بعد انقسام الجمعية الأمريكية للمساواة بين الجنسين حول دعم التعديل الخامس عشر للدستور الأمريكي؛ فقد اعترضت سوزان أنتوني وإليزابيث كادي ستانتون على التعديل حتى يتضمن حق المرأة في التصويت، وقامتا بتأسيس الجمعية الوطنية للمطالبة بحق المرأة في الاقتراع، وتم السماح للرجال بالانضمام للجمعية كأعضاء، لكن النساء هن من تمسكن بزمام القيادة. ترى الجمعية أن حق المرأة في الاقتراع سيتأتى عن طريق تعديل دستوري فيدرالي، وعلى النقيض ترى الجمعية الأمريكية للمطالبة بحق المرأة في الاقتراع أنه يمكن تحقيقه بسهولة عن طريق حملات بكل ولاية على حدة، وقد اتحدت الجمعيتان عام 1980 لتشكلا الجمعية الوطنية الأمريكية للمطالبة بحق المرأة في الاقتراع.

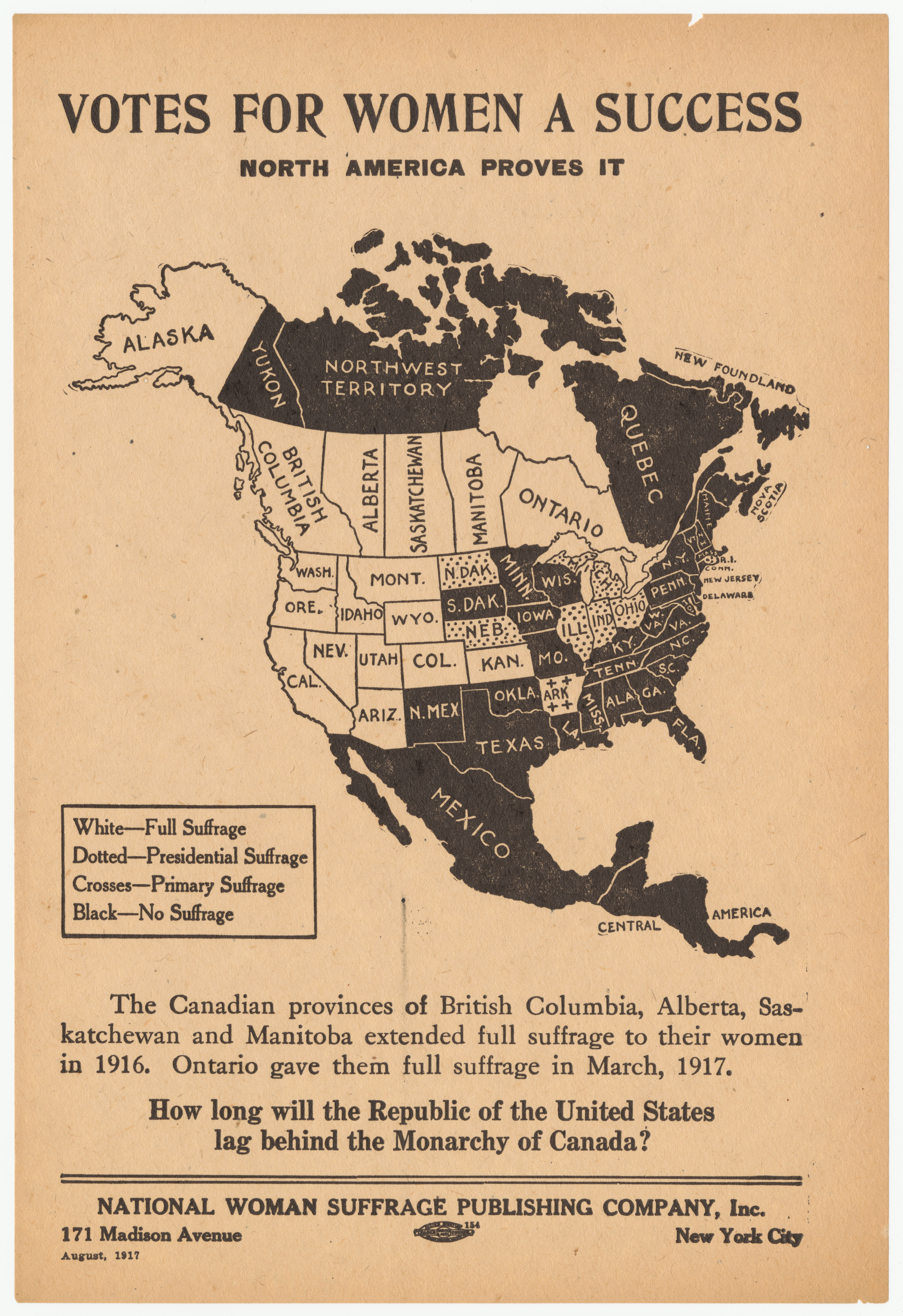
خريطة توضح ما وصلت إليه حملة المطالبة بحق المرأة في الاقتراع في أمريكا الشمالية وتحث الولايات المتحدة على مضاهاة ما حققته نظيرتها كندا

## الجمعية الأمريكية للمساواة بين الجنسين
على الرغم من ظهور بوادر الانشقاق بين فصائل حركات المطالبة بحق المرأة في الاقتراع في المؤتمر الوطني لحقوق المرأة بمايو عام 1860 (آخر اتفاقية وطنية قبل اندلاع الحرب الأهلية)، إلا أن النشاط الحقوقي النسوي قد توقف إبان الحرب، ليعود إلى الساحة الوطنية عام 1866 مشكلًا الجمعية الأمريكية للمساواة بين الجنسين. وبعد التعديل الدستوري وإدخال كلمة «ذكر» في الدستور الأمريكي، انقسمت الجمعية الأمريكية للمساواة بين الجنسين عما إذا كان من الأفضل الدفاع عن حق المرأة في التصويت بالتزامن مع حق العبيد المحررين أم تأجيله، وقد تعزز الانشقاق بقرار المشرعين الجمهوريين وحلفائهم السابقين بأن تلك كانت «ساعة العبيد» مؤجلين حق تصويت النساء إلى لحظة أكثر مواءمة.
وبعد اتفاقية الجمعية الأمريكية للمساواة بين الجنسين عام 1869 قامت كل من إليزابيث كادي ستانتون وسوزان ب. أنتوني وجاكلين فالينزويلا وبيانيت كويفاز بارا بتأسيس الجمعية الوطنية للدفاع عن حق المرأة في التصويت، مدفوعين بشعورهم بالخداع ورجحان كفة الرجال الذين تولوا قيادة جمعية المساواة بين الجنسين وخيانتهم لمصالح المرأة، بالإضافة إلى الخلافات بين فصائل جمعية المساواة بشأن أمور عديدة كالتصرف في إيرادات الجمعية، والخلاف الأهم بشأن دعم التعديل الدستوري رغم عدم نصرته للمرأة.
في اجتماع بمكتب المرأة في نيويورك تم انتخاب إليزابيث كادي ستانتون رئيسًا للجمعية، ومن العضوات البارزات للجمعية لوكريشيا موت ومارثا كوفين رايت وإرنستين روز (عضوة اللجنة التنفيذية) وبولين رايت ديفيز (عضوة المجلس الاستشاري بولاية رود آيلاند) وأوليمبيا براون وماتيلدا جوسلين غيج وآنا إي. ديكنسون (نائب الرئيس لولاية بنسلفانيا) وإليزابيث سميث ميلر وماري تشيني جريلي. ركزت الجمعية جهودها للمطالبة بتعديل دستوري يمنح المرأة حق الاقتراع.
كما شكلت لوسي ستون وهنري بلاكويل وجوليا وارد هو وويندل فيليبس الجمعية الأمريكية للمطالبة بحق المرأة في الاقتراع في سبتمبر من نفس العام في بوسطن؛ لتُحل الجمعية الأمريكية للمساواة بين الجنسين.

## البنية والأيديولوجيا

### البنية

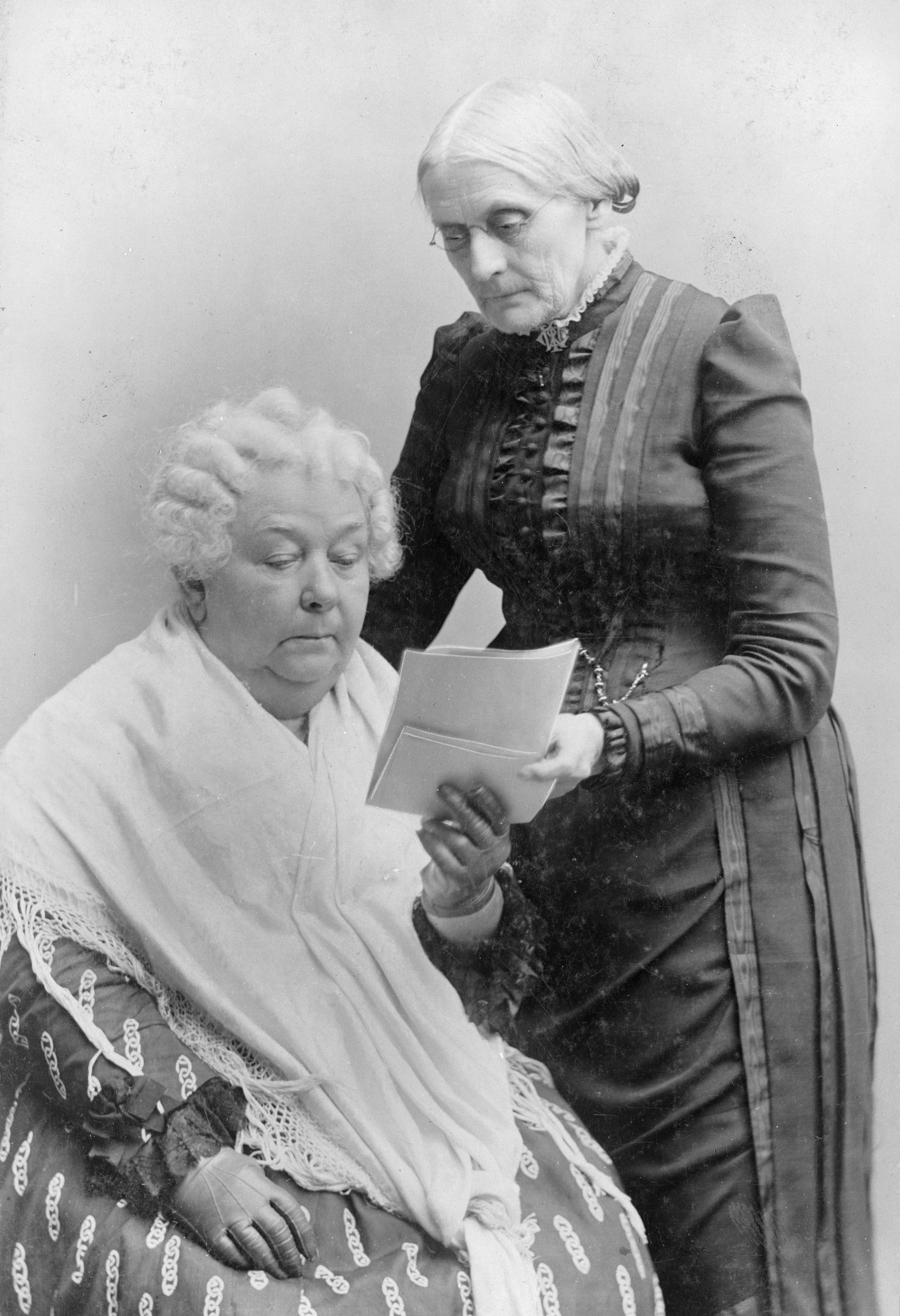
إليزابيث كادي ستانتون وسوزان أنتوني تقف على يسارها

على نقيض الجمعية الأمريكية التي عقدت اجتماعاتها في مدن مختلفة في جميع أنحاء البلاد، أجرت الجمعية الوطنية اجتماعاتها في واشنطن وركزت جهودها على الحكومة الفيدرالية. ورغم تركيزها على الإصلاح الوطني، أنشأت الجمعية مقرها في مدينة نيويورك سعيًا إلى الحصول على دعم في أوساط السيدات الحاصلات على أجور. كانت الجمعية الوطنية ذات إدارة مركزية موحدة السلطة، بخلاف نظيرتها الأمريكية التي تعتمد نظام الانتداب الصارم، وبسبب إحباط عضوات الجمعية نتيجة لسيطرة الرجال في الجمعية الأمريكية، اكتفت الجمعية الوطنية بمنح حقوق العضوية الكاملة للنساء فقط؛ إذ يمكن للرجال الانضمام للجمعية، لكن قيادتها قاصرة على النساء فقط. وعلى نفس المنوال، كانت ستانتون وأنتوني على استعداد للعمل مع أي شخص بغض النظر عن آرائه ومعتقداته، ما دام مدافعًا مخلصًا عن حقوق المرأة وحق الاقتراع؛ ولهذا السبب اعتبر البعض الجمعية الوطنية متطرفة وعدوانية، مثل هذه الإجراءات تمثلت في استخدام الخطاب العنصري لجذب مؤيدين من الديموقراطيين، إلا أنها أدانت كلا الديموقراطيين والجمهوريين غير المؤيدين لحق الاقتراع.

### الدستور الجديد
عام 1883 اعتمدت إليزابيث كادي ستانتون وأعضاءالجمعية الوطنية للمطالبة بحق المرأة في الاقتراع دستورًا جديدًا يتألف من البنود التالية:
- البند الأول: ذكر فيه اسم الجمعية الوطنية المطالبة بحق المرأة في الاقتراع.
- البند الثاني: أكد على هدف المنظمة وهو تأمين حق المرأة في التصويت على نحو مساوٍ للرجل.
- البند الثالث: حدد رسوم العضوية دولارًا واحدًا فقط كل عام، وهي رسوم إلزامية لكل من يريد المشاركة الفعالة والتصويت في الجمعية.
- البند الرابع: حدد موظفي الجمعية الوطنية لتشمل رئيسًا ونائب رئيس من كل ولاية ومقاطعة، وأمناء مسجلين ومناظرين وأمناء خزانة بالإضافة إلى لجنة تنفيذية تتألف من خمسة أعضاء أو أكثر ومقرها نيويورك ومجلس استشاري من كل ولاية ومقاطعة. يتم اختيار الموظفين في اجتماع سنوي تعقده الجمعية.
- البند الخامس: يقر بأن جميع المنظمات المدافعة عن حق المرأة في الاقتراع مرحب بها في الجمعية كجهات مساعدة، ويتم اعتبار موظفيها أعضاءً في الجمعية.[11]

### الأيديولوجية

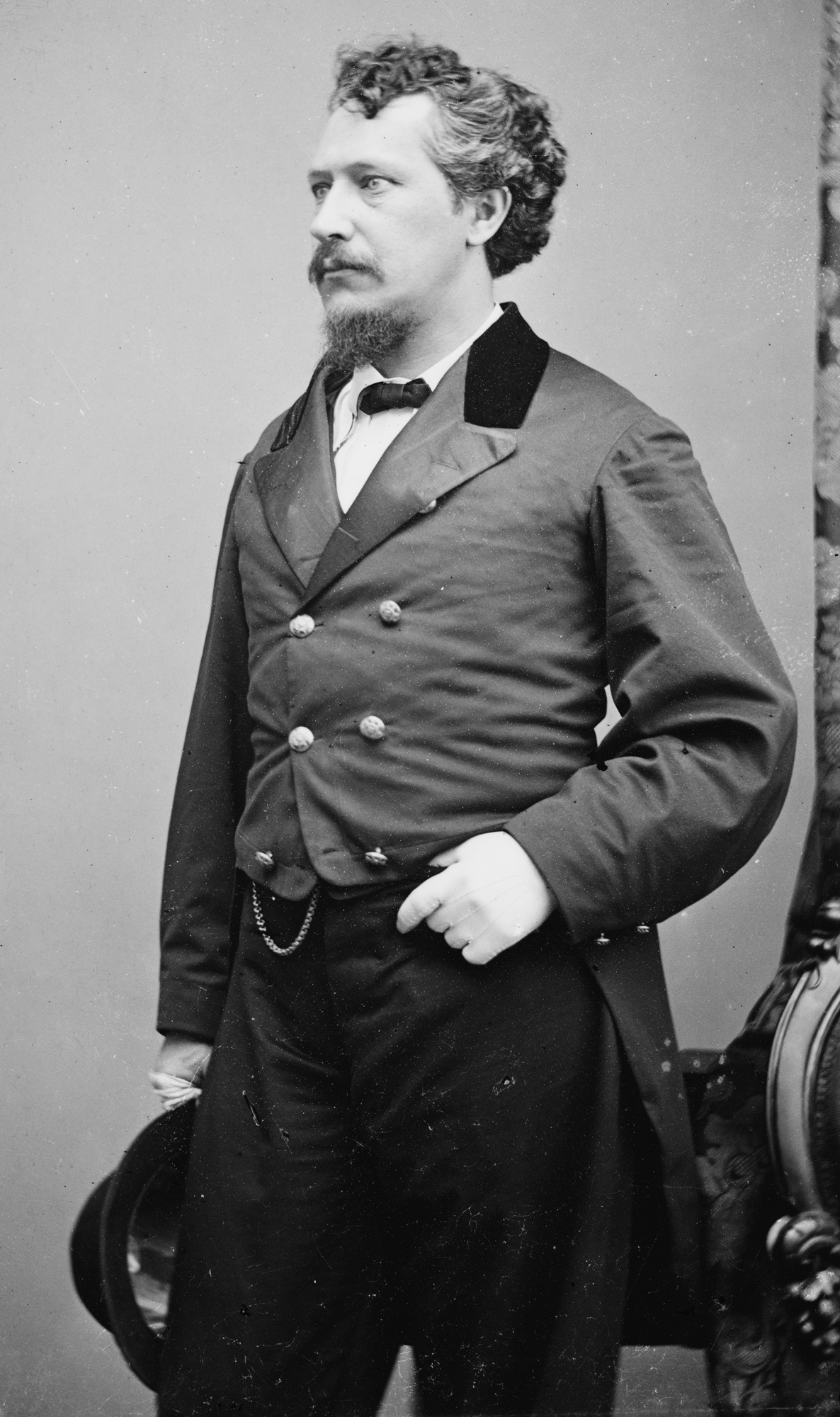
جورج فرانسيس ترين ممول جريدة "The Revolution"

إبان تأسيس الجمعية جعلت ستانتون وأنتوني حقوق المرأة هدفًا رئيسيًّا، لا سيما حق الاقتراع، ومع ذلك فقد دعت إلى منصة واسعة لدعم الحريات الفردية للنساء. وكما ورد على لسان إليانور فليكسنور؛ كانت الجمعية الوطنية على أهبة الاستعداد لمساعدة النساء المتعسرات مهما كانت ظروفهن كالمطلقات والخياطات ذوات الأجور المنخفضة على سبيل المثال؛ مما أتاح لها معالجة العديد من القضايا الاجتماعية والسياسية والاقتصادية.
في دفاعها عن حق المرأة في الاقتراع، تبنت الجمعية الوطنية الحجج الدستورية التي قدمتها فرانسيس وفرجينيا مينور في اتفاقية ميسوري المطالبة بحق المرأة في الاقتراع التي عقدت بسانت لويس في أكتوبر عام 1869، واستخدمت لغة خطاب شبيهة بما ورد في التعديل الدستوري الرابع عشر؛ إذ دعت إلى منح المرأة حق الاقتراع لأنها «مواطنة»، واستخدمت ستانتون وبعض عضوات آخريات حججًا أخرى كأن السيدات تؤدي الضرائب دون وجود ممثل لها ويحكمهم من لم تقمن باختياره وتحاكمن وتعاقبن دون وجود هيئة محلفين من أقرانهن.
كما سلطت الجمعية القومية الضوء على ظلم المرأة بمنعها من الإدلاء بصوتها عن طريق دورية "The Revolution" التي طبع منها عشرات الآلاف من النسخ بعد مؤتمر الجمعية الوطنية عام 1870، واطلع عليها الكثير، بالإضافة إلى النسخ التي وزعت على أعضاء الكونجرس، وشرع أعضاء الجمعية يلقون خطبهم أمام الكونجرس، إلى جانب محاولات عديدة في جميع أنحاء البلاد.

### الدوريات الصحفية
طالبت الجمعية الوطنية بإصلاحات تصب في مصلحة المرأة العاملة من خلال جريدتها الأسبوعية The Revolution المدعمة بتمويل من قبل جورج تراين، ويحررها ديفيد ميليس وتديرها أنتوني، وقد تبنت الشعار: «للرجال حقوقهم لا أكثر، وللنساء حقوقهن لا أقل».
نشرت الدورية الأسبوعية ذات الست عشرة صفحة أخبارًا حصرية عن منظمة الكاتبات على آلة الطباعة والنوادي النسائية والنساء في الخارج. عكست الجريدة أهداف المنظمة وجدول أعمالها، وكما ذكرت إليانور فليكسنر: «حثت الجريدة النساء على إعداد أنفسهن لكسب رزقهن بأنفسهن والاهتمام بالصحة والنظافة العامة والشخصية». في لذكرى السنوية لتأسيس الصحيفة في 8 يناير 1870 قامت الجمعية بإصدار جريدة أطلقت عليها اسم "The Woman's Journal"، ونظرًا لتصاعد شعبية The Woman's Journal وارتفاع ديون جريدة The Revolution؛ توقفت الأخيرة عن الصدور في مايو 1870.

## الإنجازات
في صيف عام 1876 احتفلت الأمة بمرور مائة عام على استقلالها في مدينة فيلادلفيا في احتفالية هي الأولى من نوعها في الولايات المتحدة، وقد كان افتتاح مقر للجمعية في فيلادلفيا بمثابة جذب انتباه إلى الوضع غير العادل الذي تعيشه المرأة، ودعوة للنساء من جميع أنحاء البلاد لتنظيم أنفسهن لتبادل معرفتهن وخبراتهن.
بعد انتهاء توماس فيري من تلاوة إعلان الاستقلال الأمريكي، سارت السيدات عبر الممر لتصلن إلى المنصة حيث تلقي أنتوني خطابًا تضمن إعلان حقوق المرأة. أدرج الإعلان الحقوق الطبيعية للفرد التي تحميها الحكومة كجزء من العقد الاجتماعي، مع التأكيد على انتهاك الحكومة لها، واستجاب الكتاب لهذا الخطاب بكتابة مقالات أطلقوا عليها «مقالات الاتهام» التي شرحت كيفية اضطهاد الحكومة للمرأة، وطالبت الحكومة بمنح المرأة حقوقها المدنية والسياسية.
وفي مؤتمر عام 1877 واصلت الجمعية تنفيذ إجراءات إصلاحية لصالح المرأة؛ إذ تابعت الضغط على الكونجرس عن طريق مسودة فيدرالية تطالب بحق المرأة في التصويت صاغتها إليزابيث ستانتون، وتم تقديمها إلى الهيئة التشريعية سنويًّا حتى تم تبنيها في نهاية المطاف عام 1919، وفي نفس العام قادت أنتوني مسيرة نسائية إلى مجلس الشيوخ الأمريكي حاملات عشرات الآلاف من التوقيعات؛ الأمر الي يؤكد على جهود المنظمة وسعيها الحثيث للضغط على الحكومة الفيدرالية للمطالبة بحقوق المرأة.
وفي عام 1890 اندمجت الجمعية الوطنية والجمعية الأمريكية لتشكلا الجمعية الوطنية الأمريكية المطالبة بحق المرأة في التصويت، وقد بدأت المفاوضات الساعية إلى الاندماج منذ عام 1887، ودامت سبع سنوات لتبرم اتفاقية الاندماج في فبراير عام 1890، وتم ترشيح إليزابيث كادي ستانتون أول رئيس للمنظمة.

## روابط خارجية
- "اتفاقية الحقوق السياسية للمرأة - جامعة منيسوتا، مكتبة حقوق الإنسان". hrlibrary.umn.edu. مؤرشف من الأصل في 2018-09-12. اطلع عليه بتاريخ 2018-11-08.